# Вацлав Лещинський (воєвода)
 Вацлав Лещинський гербу Венява (пол. Wacław Leszczyński; 1632/1638 — 1688) — польський шляхтич, військовик, урядник Корони Польської в Речі Посполитій.

## Життєпис
Народився між 1632 і 1638 роками. Батько — ленчицький воєвода Владислав Лещинський (пом. 1679), мати — дружина батька Катажина Ґаєвська (пол. Katarzyna Gajewska).
Йому допомогли зробити кар'єру стрийко — примас Анджей Лещинський, і тесть — Стефан Чарнецький.
Підписав вибір королем Міхала Корибута Вишневецького. Разом із тестем 1658 року ходив у похід на Альзен. від 1656 до 1686 року мав звання ротмістра козацької корогви. Наприкінці липня 1664 року разом із відділком Себастьяна Маховського розбив загін під проводом Івана Сірка. У вересні-жовтні 1667 командував загоном у 2000-3000 вояків, які охороняли кордони Волині від татарів, розбив кілька їхніх чамбулів.
Посади (уряди): староста ковельський і кам'янський, підчаший королеви Марії Луїзи (1656), крайчий великий коронний (1658—1673), воєвода підляський (1673—1688), маршалок Трибуналу Головного Коронного (1677), полковник, електор короля Яна ІІІ Собеського від Підляського воєводства (1674).
1676 року збільшив фундуш костелу в Ковелі.

### Сім'я
Перша дружина — Констанція Йоанна з Чарнецьких, донька польного гетьмана Стефана Чарнецького. Діти:
- Стефан, 1685 року батько віддав йому командування пішим регіментом
- Маґдалена
- Казімеж Ігнацій

Друга дружина — Софія, донька Дмитра Юрія Вишневецького, гетьмана великого коронного. Діти:
- Теофіля (1680—1757), дружина князя Януша Антонія Вишневецького;[1] шлюб 1704-го, наприкінці життя стала монахинею-домініканкою на ім'я Тайда у Львові в монастирі, який 1783 року передали УГКЦ. 1729 року надала фундуш для будівництва костелу при монастирі (потім церква Святого Духа[2]).
- Вікторія — перша дружина Юзефа Потоцького

Третя дружина (з 1682 року) — Зофія Кристина, донька Кшиштофа Опалінського, познанського воєводи; дітей не було.